# Jahnstadion (Rosenheim)
Das Jahnstadion ist ein Sportstadion in der oberbayerischen Stadt Rosenheim. Es ist Heimstätte des TSV 1860 Rosenheim.
Das Stadion wurde als Ersatz für den Sportplatz an der Jahnstraße (Gabrielwiese) errichtet und am 8. September 1969 eröffnet. 1978 wurde an der Nordseite eine zusätzliche Tribüne errichtet, 1995 wurde eine Flutlichtanlage installiert.
Das Stadion ist als Fußball- und Leichtathletikstadion konzipiert mit sechs Laufbahnen. An der Westseite befindet sich die überdachte Haupttribüne mit Stehplätzen und in der Mitte mit etwa 200 Sitzschalen, eine kleinere Tribüne mit zwei Stehplatzreihen an der Ostseite. An der Nordseite liegt das Vereinsheim des TSV 1860 Rosenheim.